# 耶斯達爾
耶斯達爾（挪威語：Gjesdal）是挪威羅加蘭郡的市镇，行政中心为奥尔戈尔村。市镇面积为618平方公里，人口数量为12,302人（2023年），人口密度为每平方公里21.5人。